# スキューブアルティメット

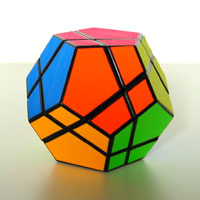
スキューブアルティメット

スキューブアルティメット(Skewb Ultimate)は正十二面体の形をしたルービックキューブの系統に属するスキューブの派生版パズルである。
別名、ピラミンクスボール。
トニー・フィッシャーによって2000年に発明され、有名なおもちゃメーカーであるウベ・メファートによって販売している。日本においても、株式会社ビバリーよりデカミンクスの名称で発売されている。
回転軸は4つあり、内部構造はスキューブと全く同じである。
12色版と、対面が同じ色の6色版の2種類が存在する。